# Ocú (huyện)
Huyện Ocú là một huyện (distrito) thuộc tỉnh Herrera ở Panama. Theo điều tra dân số năm 2000, huyện này có dân số 15936 người. Huyện Ocú có diện tích 625 km². Huyện lỵ đóng tại Ocú.